# Ernst von Gemmingen-Hornberg
Ernst von Gemmingen-Hornberg (Celle, 11 febbraio 1759 – Mannheim, 3 marzo 1813) è stato un compositore e nobile tedesco. 
Fu l'ultimo capitano dei cavalieri del Ritterkanton Kraichgau

## Biografia

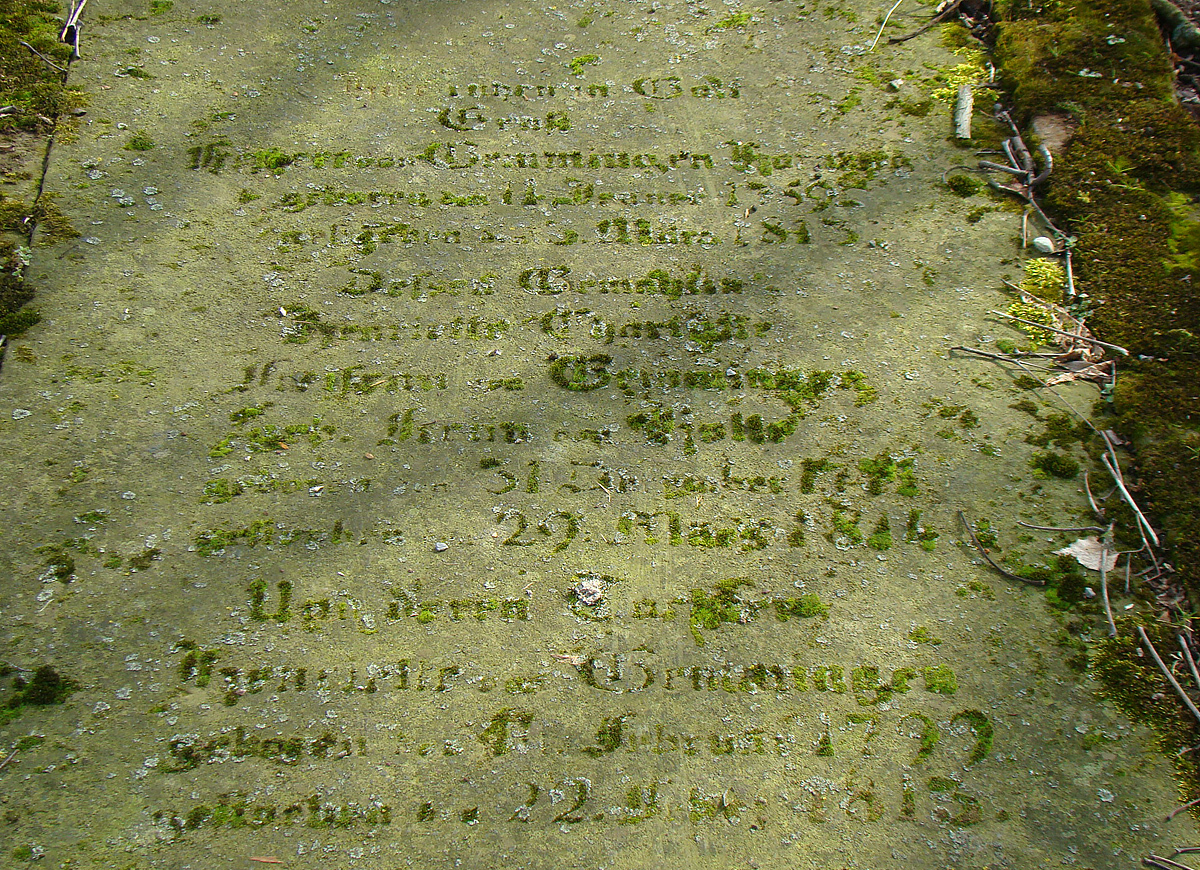
La tomba di von Gemmingen e della sua famiglia nel cimitero di Michelfeld presso Angelbachtal.

Ernst von Gemmingen nacque l'11 febbraio 1759 a Celle, figlio del vicepresidente della corte d'appello britannica nell'Elettorato di Hannover, Ludwig von Gemmingen-Hornberg (1694–1771). Crebbe principalmente a Heilbronn e, dopo la prematura scomparsa del padre, venne accudito da sua madre che lo avviò agli studi. Secondo la cronaca di famiglia, sin da giovane manifestò un notevole interesse per la musica, ed in particolare per il violino, strumento nel quale era molto versato.
Dal 1777 al 1781 studiò all'Università di Gottinga, intraprendendo poi un grand tour che lo portò in Francia, in Inghilterra, in Scozia e nei Paesi Bassi. Si pose quindi al servizio del margravio Carlo Alessandro di Brandeburgo-Ansbach dove venne impiegato come direttore d'orchestra a corte. Nel 1786 si trasferì per qualche tempo a Berlino e successivamente a Heilbronn. Qui sposò Henriette von Holle (1771-1814) nel 1792, con la quale ebbe sei figli. Come proprietario del castello di Hornberg e signore del castello di Neckarzimmernnel, nel 1795 fu eletto del Ritterkanton Kraichgau, e tale rimase sino allo scioglimento del gruppo. Dopo lo scioglimento dell'impero nel 1806, si trasferì a Mannheim ed ivi morì il 3 marzo 1813. Venne sepolto nel cimitero di Michelfeld presso Angelbachtal, dove ancora oggi si trova la sua tomba con la moglie Henriette e la figlia omonima, Henriette, che morì nel 1813.

## Opere
Stante la sua grande passione per la musica, Ernst von Gemmingen iniziò a comporre solo durante la sua permanenza a Heilbronn dopo il 1790, quando compose il suo primo e il secondo concerto per violino. A questo seguirono un terzo nel 1800 e un quarto nel 1802. Attraverso suo zio, Otto Heinrich von Gemmingen-Hornberg, intimo amico di Mozart, entrò in contatto col grande musicista austriaco da cui in parte trasse ispirazione per le proprie composizioni al punto da valergli in vita il soprannome di "Mozart des Neckartales". Insieme a Johann Andreas Amon, fu tra i principali compositori della fine del Settecento nella città imperiale di Heilbronn, anche se gran parte delle sue composizioni sono state perlopiù dimenticate e rivalutate solo in seguito. Fu solo nel 1994 che la biblioteca musicale nell'archivio del Castello di Hornberg riuscì a riscoprire i suoi spartiti, venendo identificato dagli esperti come un compositore esperto ed abile, con notevole capacità formale e ingegnosità melodica, sebbene quasi nulla si sappia della sua formazione musicale. Nella sua ricerca di musicalità del violino, è stato paragonato a Giovanni Battista Viotti.

## Matrimonio e figli
Sposò Henriette von Holle (1771-1814) nel 1792. Il matrimonio produsse in tutto sei figli:
- Ludwig (1793-1858), sposò Arsene d'Amelot-le-Flammand († 1866)
- Ernst (1794-1838), sposò Charlotte Horneck von Weinheim (1800-1863)
- Henriette (1799-1813)
- Amalie (1801-1865), sposò August Karl Franz Johann von Gemmingen -Gemmingen (1792-1870)
- Friederike (1803-1866), sposò Wilhelm von Edelsheim; furono genitori del generale austriaco Leopold Edelsheim
- Franziska (1809–1847), sposò Friedrich Wilhelm Ludwig Böcklin von Böcklinsau (1803–1873), maggiore nell'esercito del Baden